# Quinquennio d’Oro
Quinquennio d’Oro (zu deutsch: Das goldene Jahrfünft) bezeichnet die Periode zwischen 1930 und 1935 der Geschichte des italienischen Fußballklubs Juventus Turin.
In diesen Jahren gewann die Juve-Mannschaft unter Trainer Carlo Carcano fünf italienische Meisterschaften in Folge und stellte somit einen bis zum Jahr 2017 andauernden Rekord auf. Am Ende der Saison 2016/2017 krönte sich Juventus Turin zum sechsten Mal in Folge zum Meister.
Nachdem Edoardo Agnelli, damaliger Fiat-Chef und Vater des berühmten Giovanni Agnelli, im Jahr 1923 eine Partnerschaft mit dem Verein eingegangen war und als Sponsor fungierte, wurde die Mannschaft in ein reines Profiteam umgewandelt und avancierte schließlich zum Seriensieger. Das Team stellte auch das Grundgerüst der Weltmeistermannschaft von 1934, die als “Nazio-Juve” bekannt wurde und gewann von den 166 Serie-A-Spielen dieser Jahre 115, erreichte 30 Unentschieden und verlor nur 21-mal.

## Mitglieder der Mannschaft
| - Luigi Bertolini - Felice Borel - Umberto Caligaris - Renato Cesarini | - Gianpiero Combi - Giovanni Ferrari - Mario Ferrero - Alfredo Foni | - Luis Monti - Federico Munerati - Raimundo Orsi - Pietro Rava | - Virginio Rosetta - Pietro Sernagiotto - Mario Varglien - Giovanni Varglien |